# Stachys circinata
Stachys circinata es una especie de la familia de las lamiáceas.

## Descripción
Planta de tallos ascendentes, con pelos largos sedosos, patentes. Hojas espesas más o menos reticuladas y en relieve, revestidas de un espeso tomento de pelos cortos, ovadas, acorazonadas, dentadas, largamente pecioladas, pelosas, con dientes redondeados, mucronados; inflorescencia en espigas floríferas separadas en la base, muy densas en la parte alta formada por verticilastros hasta de 8 flores; corola rosada. Cáliz acampanado, densamente peloso, con dientes triangulares levemente espinosos.

## Distribución y hábitat
En España en las Béticas desde Ronda hasta Jaén y Murcia. En Marruecos en el Rif y Atlas Medio. En Argelia y Túnez. En roquedales y bases de roquedos entre 330 y 1.450 m s. n. m. En el piso mesomediterráneo y montano mediterráneo.

## Taxonomía
Stachys circinata fue descrita por Charles Louis L'Héritier de Brutelle y publicado en Stirpes Novae aut Minus Cognitae 51, t. 26. 1786.
Etimología
Stachys: nombre genérico que deriva del Latín Stachys, -yos, que procede del Griego στάχνς, "espiga", en particular la de trigo, por la apariencia de las inflorescencias. Usado por Plinio el Viejo (24, lxxxvi, 136) para una planta no identificada, quizás del género Stachys. Curiosamente, la describe como parecida al puerro (Allium ampeloprasum var. porrum), pero de hojas más largas y numerosas y de flores amarillas ("Ea quoque, quae stachys vocatur, porri similitudinem habet, longioribus foliis pluribusque et odoris iucundi colorisque in luteum inclinati.").
circinata: epíteto compuesto del Latín que significa "redondeada".
Sinonimia
- Stachys latifolia Aiton
- Stachys numidica Pomel
- Stachys pallida Salisb.
- Stachys velutina Willd.[5][6]